# Migliori prestazioni francesi nel salto con l'asta

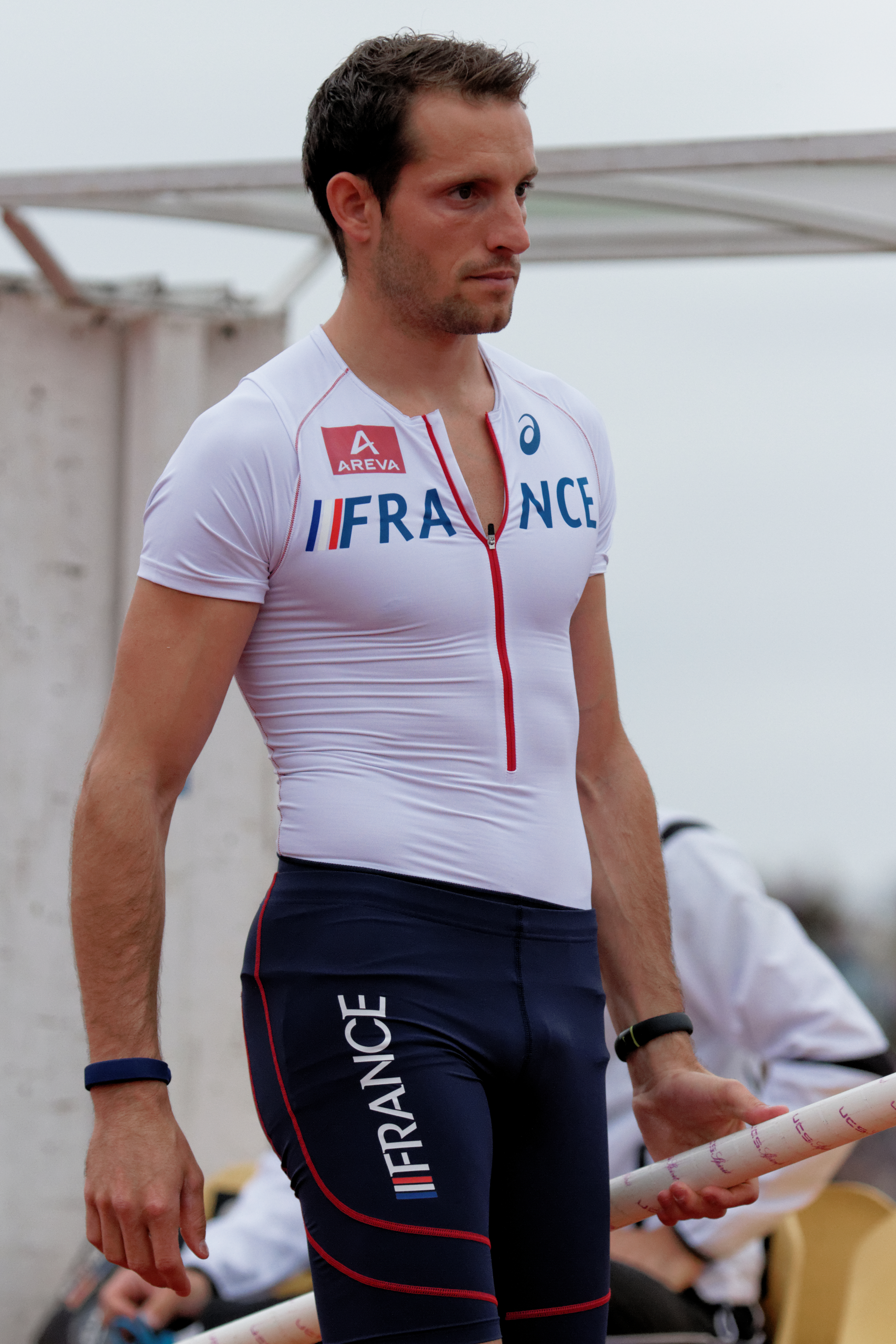
Renaud Lavillenie, primatista francese di salto con l'asta

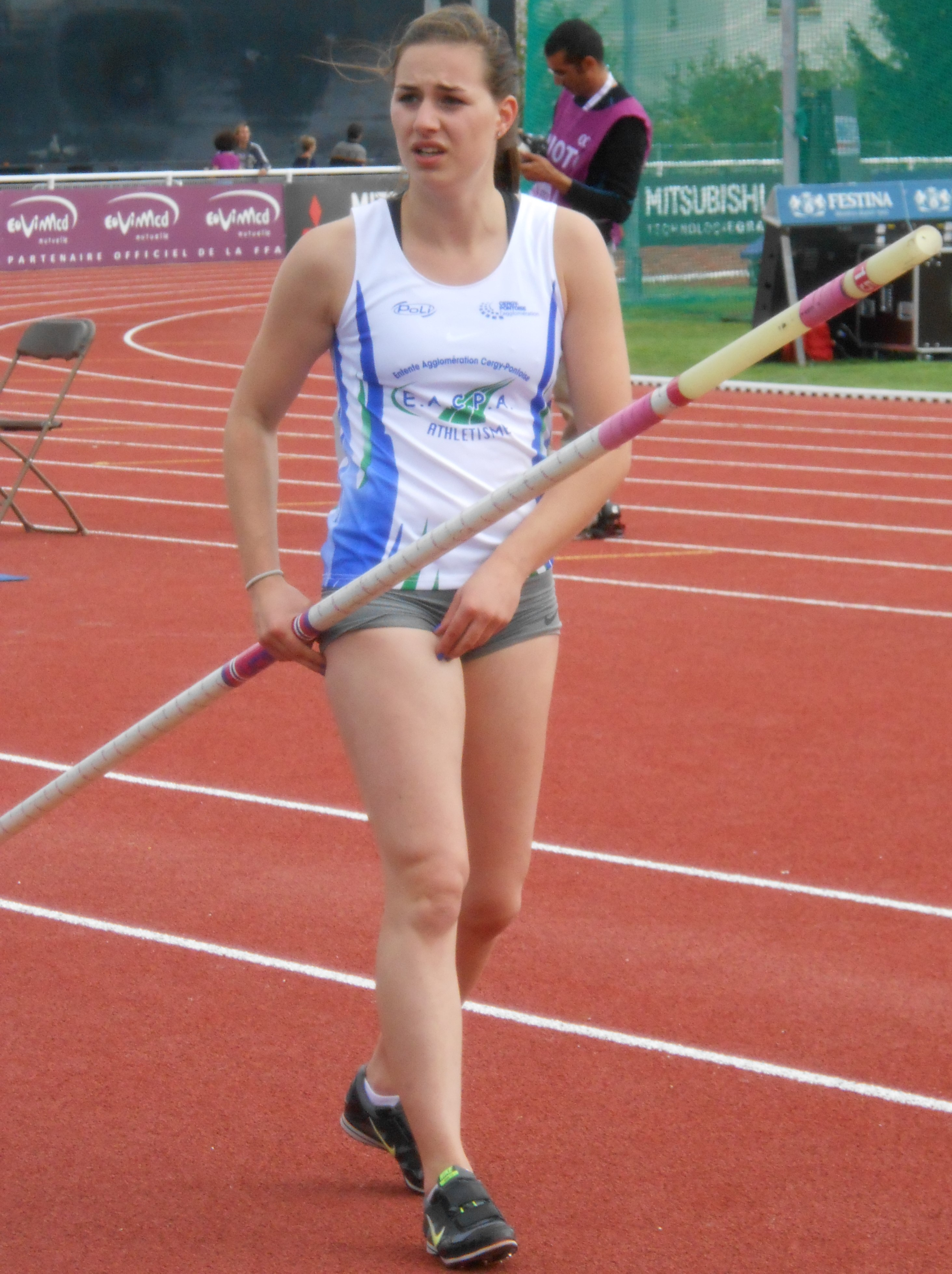
Ninon Guillon-Romarin, detentrice del record francese di salto con l'asta

La lista delle migliori prestazioni francesi nel salto con l'asta raccoglie i migliori risultati di tutti i tempi degli atleti francesi nella specialità del salto con l'asta.
La Francia ha sempre avuto una consolidata tradizione nella specialità del salto con l'asta maschile; nel corso delle varie epoche sono stati parecchi gli allori conquistati nelle competizioni internazionali dagli astisti francesi. Negli anni ottanta più di un atleta francese ha detenuto il record mondiale e complessivamente trenta atleti francesi sono stati in grado di valicare l'asticella oltre i 5,70 m outdoor.

## Maschili outdoor
Statistiche aggiornate all'11 gennaio 2022.
|     | Misura | Atleta              | Luogo              | Data           |
| --- | ------ | ------------------- | ------------------ | -------------- |
| 1.  | 6,05 m | Renaud Lavillenie   | Eugene             | 30 maggio 2015 |
| 2.  | 5,98 m | Jean Galfione       | Amiens             | 23 luglio 1999 |
| 3.  | 5,95 m | Romain Mesnil       | Castres            | 6 agosto 2003  |
| 4.  | 5,91 m | Thierry Vigneron    | Roma               | 31 agosto 1984 |
| 5.  | 5,90 m | Pierre Quinon       | Nizza              | 16 luglio 1985 |
| 6.  | 5,85 m | Philippe Collet     | Parigi             | 22 luglio 1986 |
| 6.  | 5,85 m | Alain Andji         | Bonneuil-sur-Marne | 18 maggio 1997 |
| 8.  | 5,83 m | Kévin Menaldo       | Forbach            | 28 maggio 2017 |
| 9.  | 5,82 m | Valentin Lavillenie | Monaco             | 12 luglio 2019 |
| 10. | 5,80 m | Ferenc Salbert      | Dreux              | 4 giugno 1987  |
| 10. | 5,80 m | Gérald Baudouin     | Villeneuve-d'Ascq  | 8 luglio 1994  |
| 10. | 5,80 m | Khalid Lachheb      | Losanna            | 25 agosto 1998 |
| 10. | 5,80 m | Ethan Cormont       | Tallinn            | 10 luglio 2021 |

## Femminili outdoor
Statistiche aggiornate all'11 gennaio 2022.
|     | Misura | Atleta                | Luogo         | Data           |
| --- | ------ | --------------------- | ------------- | -------------- |
| 1.  | 4,75 m | Ninon Guillon-Romarin | Monaco        | 20 luglio 2018 |
| 2.  | 4,70 m | Vanessa Boslak        | Malaga        | 28 giugno 2006 |
| 3.  | 4,60 m | Marion Lotout         | Grenoble      | 12 giugno 2013 |
| 4.  | 4,55 m | Marion Fiack          | Pézenas       | 24 maggio 2014 |
| 5.  | 4,51 m | Margot Chevrier       | Angers        | 26 giugno 2021 |
| 6.  | 4,50 m | Marion Buisson        | Albi          | 25 luglio 2008 |
| 7.  | 4,46 m | Marie Poissonnier     | Saint-Étienne | 13 luglio 2002 |
| 8.  | 4,42 m | Alice Moindrot        | Aubière       | 16 giugno 2018 |
| 8.  | 4,42 m | Elina Giallurachis    | Moulins       | 12 giugno 2021 |
| 10. | 4,41 m | Télie Mathiot         | Saran         | 4 giugno 2011  |

## Maschili indoor
Statistiche aggiornate al 20 marzo 2022.
|     | Misura | Atleta              | Luogo            | Data             |
| --- | ------ | ------------------- | ---------------- | ---------------- |
| 1.  | 6,16 m | Renaud Lavillenie   | Donec'k          | 15 febbraio 2014 |
| 2.  | 6,00 m | Jean Galfione       | Maebashi         | 6 marzo 1999     |
| 3.  | 5,94 m | Philippe Collet     | Grenoble         | 10 marzo 1990    |
| 4.  | 5,90 m | Ferenc Salbert      | Grenoble         | 14 marzo 1987    |
| 5.  | 5,88 m | Axel Chapelle       | Clermont-Ferrand | 25 febbraio 2018 |
| 5.  | 5,88 m | Kévin Menaldo       | Clermont-Ferrand | 25 febbraio 2018 |
| 7.  | 5,86 m | Romain Mesnil       | Tolosa           | 3 marzo 2001     |
| 8.  | 5,85 m | Thierry Vigneron    | Göteborg         | 4 marzo 1984     |
| 8.  | 5,85 m | Valentin Lavillenie | Belgrado         | 20 marzo 2022    |
| 10. | 5,81 m | Jérôme Clavier      | Villeurbanne     | 22 gennaio 2011  |
| 10. | 5,81 m | Thibaut Collet      | Miramas          | 27 febbraio 2022 |

## Femminili indoor
Statistiche aggiornate al 5 marzo 2022.
|    | Misura | Atleta                | Luogo            | Data             |
| -- | ------ | --------------------- | ---------------- | ---------------- |
| 1. | 4,73 m | Ninon Guillon-Romarin | Clermont-Ferrand | 24 febbraio 2019 |
| 2. | 4,71 m | Marion Fiack          | Aubière          | 10 gennaio 2015  |
| 3. | 4,70 m | Vanessa Boslak        | Istanbul         | 11 marzo 2012    |
| 4. | 4,65 m | Margot Chevrier       | Miramas          | 26 febbraio 2022 |
| 5. | 4,56 m | Marion Lotout         | Bordeaux         | 22 febbraio 2014 |
| 6. | 4,46 m | Elina Giallurachis    | Rouen            | 5 marzo 2022     |
| 6. | 4,46 m | Albane Dordain        | Rouen            | 5 marzo 2022     |
| 8. | 4,40 m | Agnès Livebardon      | Clermont-Ferrand | 19 gennaio 2003  |
| 8. | 4,40 m | Marie Poissonnier     | Clermont-Ferrand | 2 marzo 2003     |
| 8. | 4,40 m | Alice Moindrot        | Miramas          | 16 febbraio 2019 |